# The Crystal Method
A The Crystal Method elektronikus zenei együttes. 1993-ban alakultak Las Vegasban. Eredetileg duóként tevékenykedtek, Scott Kirklandből és Ken Jordanből állt a zenekar, de Jordan 2017-ben visszavonult a zenei karriertől, így jelenleg a "The Crystal Method" név csak Scott Kirklandre utal. Lemezeiket több kiadó is megjelentette: Outpost Records, Geffen Records, V2 Records, Tiny E Records, Ultra Records, Immortal Records, Epic Records. Dalaik több videójátékban, filmben és sorozatban is megjelentek, például Need for Speed Underground, Gran Turismo 4, Splinter Cell, Resident Evil, Már megint Malcolm, Törtetők stb., és a népszerű amerikai bűnügyi sorozat, a Harmadik Műszak (Third Watch) főcímzenéjét is ők szerezték. Öt nagylemezt, négy válogatáslemezt, egy EP-t és három soundtrackalbumot dobtak piacra.

## Diszkográfia
- Vegas (1997, stúdióalbum)
- Tweekend (2001, stúdióalbum)
- Legion of Boom (2004, stúdióalbum)
- Divided by Night (2009, stúdióalbum)
- The Crystal Method (2014, stúdióalbum)

## Egyéb kiadványok

### Válogatáslemezek
- The Crystal Method (20th Anniversary Vinyl Set) (2015)

### EP-k
- CSII Exclusives (2005)